# Escuela de Periodismo de la Pontificia Universidad Católica de Valparaíso
La Escuela de Periodismo PUCV es la segunda más antigua de la región. Perteneciente a la Facultad de Ciencias Económicas y Administrativas de la Pontificia Universidad Católica de Valparaíso, esta fue fundada el 25 de octubre de 1994. Adquirió el rango de Unidad Académica el año 2002. Con anterioridad, la carrera de periodismo se encontraba como un programa de licenciatura dependiente del Instituto de Literatura y Ciencias del Lenguaje. La Escuela de Periodismo PUCV es la con mayor empleabilidad del mercado laboral chileno.
Desde su fundación, la escuela ha tenido un fuerte énfasis en el área administrativa y de gestión, con una malla académica que originalmente tenía entre sus objetivos formar a profesionales para el área de comunicación estratégica y organizacional. Desde que la Escuela adquiere carácter independiente, comenzó un proceso de transformación para enfocar sus estudios a los medios de comunicación y el ejercicio práctico de la profesión, siendo hoy en día su principal enfoque el desarrollo de periodistas con espíritu crítico. Se encuentra acreditada por el máximo de 7 años, desde el 25 de agosto de 2014 al 25 de agosto de 2021, por la Agencia Acreditacción, y en el Ranking 2015 de la Revista Qué Pasa, se ubicó en el cuarto lugar a nivel nacional.

## Historia
Con interés en desarrollar el área de las comunicaciones en la región, la universidad convoca a distintos profesores de los institutos de Historia, Literatura y Ciencias del Lenguaje y de la escuela de Ingeniería Comercial, con el apoyo de periodistas provenientes principalmente de la Pontificia Universidad Católica de Chile y la Universidad de Chile para formar la carrera de periodismo.
A partir del año 1995 se abrió el programa de periodismo con carácter de experimental, que tuvo sus dependencias en una pequeña casa en calle Ecuador, en la ciudad de Viña del Mar, Chile. Al año siguiente se instaura el programa de forma definitiva y se le asigna carácter de carrera dependiente del Instituto de Literatura y Ciencias del Lenguaje.
Durante el año 1998 se trasladó a una casona ubicada en Lusitania 68 en el sector de Miraflores de Viña del Mar, gracias a la donación del Senador de la República de Chile por la Circunscripción 6, Valparaíso Costa, Beltrán Urenda Zegers. Durante el año 2002 recibe el rango administrativo de unidad académica, formándose oficialmente la Escuela de Periodismo PUCV. Dado su enfoque en la gestión, la rectoría acuerda ubicar a la escuela bajo la tutela de la facultad de Ciencias Económicas y Administrativas. Desde entonces y gracias a la mayor autonomía que recibe el programa de periodismo, se planea una estrategia de potenciamiento de las áreas de comunicaciones aplicadas, es decir, medios de comunicación. Para este entonces la escuela es reconocida por su fuerte base teórica y comienza a aparecer en los rankings nacionales, alcanzando el 5.º lugar de la Revista Qué Pasa durante el año 2008.
A mediados del 2009, la Escuela es trasladada al recientemente inaugurado Campus Curauma de la universidad. En la nueva locación, la Escuela cuenta con el estudio de televisión más moderno de la región, con equipos profesionales y el cual cuenta con salas de edición, dirección, maquillaje y switch, además de un completo equipamiento audiovisual de última generación. En el edificio también se instalaron dos estudios de radio equipados completamente y dos salas de edición radial.
Durante una primera etapa, fundacional, la Dirección de la Escuela de Periodismo estuvo a cargo de la Doctora Marianne Peronard (1995-1998). Durante una segunda etapa, de consolidación, la Escuela estuvo dirigida por los periodistas Carlos Aldunate (1998-2000) y Patricia Stambuk (2000-2003). En el año 2003, el Consejo Superior de la Universidad nombra una Comisión Directiva de la Escuela, conformada por el Decano de la Facultad de Ciencias Económicas y Administrativas, David Cademártori, la Doctora Marianne Peronard, y la Directora Ejecutiva María Pilar Bruce; la cual se abocó a la reformulación del proyecto “Periodismo PUCV”. En 2004, fue elegida como Directora de la Escuela la periodista María Pilar Bruce, quien fue reelegida en el año 2008.
En 2004, se crea el Magíster en Comunicación y Periodismo y el Postítulo en Comunicación Estratégica. El Magíster inicia sus actividades académicas en el año 2005, mientras que el Postítulo lo hace en el 2006, siendo el primer director de ambos programas el Dr. Pedro Santander. En agosto de 2012 asume este cargo la Dr. María Soledad Vargas, quien se desempeña en el rol en la actualidad. Cabe destacar que en el año 2009, la Comisión Nacional de Acreditación acreditó el programa de Magíster en Comunicación y Periodismo hasta enero de 2011.
En mayo de 2011 es elegido como nuevo Director de la Escuela, Fernando Rivas.
En 2014,  la carrera de Periodismo de la Pontificia Universidad Católica de Valparaíso fue acreditada por un período de siete años (2014-2021) por la agencia Acreditación, posicionándose como una de las dos unidades académicas en el país que cuentan con la acreditación máxima y la única en regiones.

## Enfoque
La Escuela de Periodismo PUCV no sólo se enfoca a los ámbitos prácticos del quehacer profesional. Es conocida por su fuerte línea teórica. A través de diversas asignaturas se le entrega a los estudiantes una serie de herramientas que a futuro le permitirán trabajar tanto en medios como fuera de ellos.
Además, este tipo de estudios le permite a los alumnos entender los funcionamientos de los procesos de comunicación; analizando la recepción y la acción de los medios.

## Programas Académicos

### Pregrado
| Título     | Grado                             | Duración    |
| ---------- | --------------------------------- | ----------- |
| Periodista | Licenciado en Comunicación Social | 9 semestres |

### Posgrado
| Programa                              | Duración                               |
| ------------------------------------- | -------------------------------------- |
| Magíster en Comunicación              | 3 semestres lectivos + 1 de graduación |
| Postítulo en Comunicación Estratégica | 1 semestre                             |

### Educación Continua
- Diploma Arquitectura de la Información y Experiencia de Usuario (AIUX)
- Diploma en UX Content Strategy
- Diploma en Comunicación Digital
- Diplomado Virtual en Gestión Cultural
- Postítulo en Comunicación Estratégica

## Investigación
Las áreas de investigación de la Escuela están centradas en cuatro ejes:
- Comunicación, Educación e Identidad
- Análisis y Desarrollo de Formatos y Medios
- Historia de la Comunicación
- Comunicación Estratégica

## Autoridades
- Director: Claudio Elórtegui Gómez
- Secretaria Académica: Daniela Lazcano Peña
- Jefa de Docencia: Carolina Paredes Flores